# Кадака (Рідала)
Ка́дака (ест. Kadaka küla) — село в Естонії, у волості Рідала повіту Ляенемаа.

## Населення
Чисельність населення на 31 грудня 2011 року становила 4 особи.

## Географія
Через село проходить автошлях 16108 (Гер'ява — Винну).

## Історія
З 1998 року село відновлено як окремий населений пункт.